# Katar (rivière)
Katar est une rivière du centre de l'Éthiopie. Il provient des pentes glaciaires du Mont Kaka et du Mont Badda dans la Zone Ari. Les affluents du Katar incluent la Gonde. La pente de la rivière est généralement abrupte et les zones propices à l'irrigation sont peu nombreuses et très limitées en étendue. Avec un bassin versant de 3 400 km2, le Katar se jette dans le Lac Ziway,.